# Lyme-Arthritis
Bei der Lymearthritis handelt es sich um eine Sonderform einer bakteriellen Gelenkentzündung (Arthritis), die nach einer unzureichenden Therapie im 3. Stadium einer Lyme-Borreliose bei gut einem Zehntel der Patienten auftreten kann.

## Symptome
Meist handelt es sich um eine Monarthritis (Befall eines einzelnen Gelenks, meist eines Kniegelenks) oder Oligoarthritis (Befall mehrerer Gelenke), selten eine Polyarthritis (Befall vieler Gelenke) mit chronisch-entzündlichen Gelenkergüssen.

## Diagnose
Eine Lyme-Arthritis kann bei anderweitig nicht erklärter Arthritis und Nachweis einer Infektion mit Borrelia burgdorferi diagnostiziert werden. Zur klinischen Diagnose im Kindes- und Jugendalter kann ein Score verwendet werden, bei dem folgende Punkte zusammengezählt werden: Episodische Arthritis (+4 Punkte), Gelenkschmerzen vor Arthritis (−3 Punkte), Alter bei Erkrankungsbeginn (+0,3 × Alter in Jahren als Punkte), Beginn im Kniegelenk (+2 Punkte), Vorhergehender Zeckenstich (+2 Punkte), Zahl der betroffenen Gelenke (−0,25 × Zahl der Gelenke). Werte über 6 machen eine Lyme-Arthritis wahrscheinlich, Werte unter 2,5 schließen sie mit hoher Wahrscheinlichkeit aus, Werte dazwischen bedürfen weiterer Evaluation.
Der laborchemische Nachweis ist schwierig und gelingt selten durch Kultur oder Polymerasekettenreaktion aus dem Gelenkpunktat (das meist gewonnen wird, um eine andere bakterielle Arthritis auszuschließen), und über den indirekten Weg der Serumantikörper, die selten sichere Aussagen über die Krankheitsaktivität erlauben.

## Therapie
Ebenso wie die anderen Manifestationen einer Borreliose kann die Lyme-Arthritis durch eine konsequente antibiotische Therapie mit Doxycyclin erfolgreich behandelt werden, wenngleich auch von einem spontanen Sistieren der Beschwerden in vielen Fällen berichtet wird. Auch mit antibiotischer Therapie bessert sich die Arthritis häufig erst mit einer Verzögerung von bis zu drei Monaten.